# خورشیدگرفتگی ۱۰ اکتبر ۱۹۱۲
خورشیدگرفتگی ۱۰ اکتبر ۱۹۱۲ (به انگلیسی: Solar eclipse of October 10, 1912) یک خورشیدگرفتگی از نوع خورشیدگرفتگی کامل است. این خورشیدگرفتگی در تاریخ ۱۰ اکتبر ۱۹۱۲ میلادی (‎۱۸ مهر ۱۲۹۱ خورشیدی) روی داد که زمان اوج آن، ساعت ۱۳:۳۶:۱۴ به‌وقت ساعت هماهنگ جهانی بوده‌است. مدت زمان و طول این خورشیدگرفتگی ۱ دقیقه و ۵۵ ثانیه بود.